# Svartbrunnen
Svartbrunnen är en sjö i Rättviks kommun i Dalarna och ingår i Dalälvens huvudavrinningsområde.